# Le Peintre Krémègne
Le Peintre Krémègne est un tableau réalisé en 1916 par le peintre italien Amedeo Modigliani. Cette huile sur toile est un portrait de son confrère Pinchus Krémègne figuré assis devant un fond rouge sombre, les mains sur les cuisses. Léguée par Georges Frédéric Keller en 1981, l'œuvre est conservée au musée des Beaux-Arts de Berne, à Berne, en Suisse.